# Lycophorus villosus
Lycophorus villosus là một loài bướm đêm trong họ Noctuidae.